# Phosphoribosylpyrophosphate
Le phosphoribosylpyrophosphate, ou α-D-ribofuranose 5-phosphate 1-diphosphate, généralement abrégé en PRPP, est un métabolite dérivé du ribose substitué avec un phosphate en C5 et un pyrophosphate en C1. Il est produit essentiellement comme intermédiaire de la biosynthèse des nucléotides puriques et pyrimidiques, et intervient également comme cosubstrat avec le nicotinate dans la synthèse du NAD+ et du NADP+. Il provient in vivo du ribose-5-phosphate et de l'ATP ou de la dATP sous l'action de la ribose-phosphate diphosphokinase (EC 2.7.6.1).
Il intervient dans le transfert de groupes phosphoribose dans plusieurs réactions :
| Enzyme                                         | Substrat     | Produit |
| ---------------------------------------------- | ------------ | ------- |
| adénine phosphoribosyltransférase              | adénine      | AMP     |
| hypoxanthine-guanine phosphoribosyltransférase | guanine      | GMP     |
| hypoxanthine-guanine phosphoribosyltransférase | hypoxanthine | IMP     |
| orotate phosphoribosyltransférase              | orotate      | OMP     |
| uracile phosphoribosyltransférase              | uracile      | UMP     |
Dans la synthèse de novo des purines, l'amidophosphoribosyltransférase convertit le PRPP en phosphoribosylamine.